# Валенти Ґроза Фабріціус
Валенти Ґроза Фабріціус (також Валенти Ковальський, пол. Walenty Groza Fabricius,  Fabrycy, Kowalski; 1565, Тичин — 22 березня 1626, Варшава) — церковний діяч Речі Посполитої, священик-єзуїт, педагог, проповідник.

## Життєпис
28 липня 1580 року вступив до Товариства Ісуса на новіціят у Браунсберзі. Вивчав богослов'я в Римі. Професор філософії в Калішу (1600—1603) та богослов'я в Познані (1604—1605) і Вільно (1605—1609). Проповідник у Вільно (1609—1614) і Кракові (1615—1616) та королівський проповідник у Варшаві (1618—1626).
Під час побуту у Вільно брав участь у реорганізації унійного монашества. Підтримував тісний зв'язок із Йосафатом Кунцевичем і митрополитом Йосифом Велямином Рутським.
Опублікував одну святочну проповідь.